# کارناوال اسپریت
کارناوال اسپریت (به انگلیسی: Carnival Spirit) یک کشتی است که طول آن ۹۶۳ فوت (۲۹۳٫۵۲ متر) می‌باشد. این کشتی در سال ۲۰۰۱ ساخته شد.